# 保罗·麦格拉斯
保罗·麦格拉斯（Paul McGrath，1959年12月4日—）是一名愛爾蘭足球員，司職後衛，曾是愛爾蘭國家足球隊的長期成員，現已退役。
麦格拉斯曾於1982-89年間效力曼聯達七年之久，其後轉投阿士東維拉亦曾效力達七年。1993年獲得PFA足球先生榮譽，在維拉年代他被暱稱為「神」（God），是維拉歷來最偉大的球員之一。
麦格拉斯是杰克·查尔顿在80年代末90年代初帶領愛爾蘭時的主要成員，代表國家隊達83次，曾出席1990年和1994年兩屆世界盃決賽周。

## 坎坷经历
麥格夫是一名愛爾蘭白人女子與一名尼日利亞黑人男子的私生子，其父親在懷孕初期已突然離開，其母親靜靜跑到倫敦誕下麥格夫，心靈受創的母親在四週後放棄兒子，從此麥格夫便開始從一間孤兒院轉到另一間的生涯。
在出席兩屆世界盃決賽周及獲得PFA足球先生的背後，麦格拉斯有酗酒的惡習，曾經歷兩次失敗的婚姻及四次自殺。

## 外部連結
- 足球資料庫：統計
- 阿士東維拉歲月：球員簡介
- 愛爾蘭巨星 （页面存档备份，存于）
- 衛報 （页面存档备份，存于）
- BBC體育 （页面存档备份，存于）